# Sinfonía n.º 6 (Sibelius)

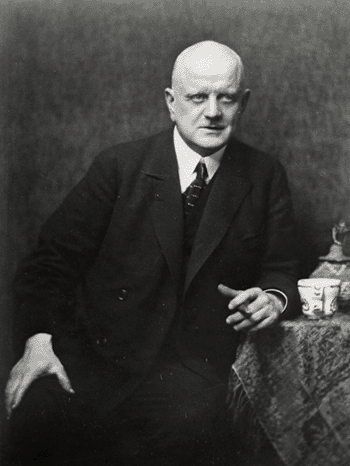
Sibelius en 1923.

La Sinfonía n.º 6 en re menor, Op. 104 fue compuesta por Jean Sibelius en 1923.

## Historia

### Composición
La composición se desarrolló desde mediados de diciembre de 1914 hasta que la terminó en febrero de 1923. La primera referencia de Sibelius a la obra en 1918, la describía de la siguiente forma: "de carácter salvaje y apasionado. Oscura con contrastes pastorales. Probablemente en 4 movimientos... intensificándose en un oscuro oleaje orquestal [hasta que] el tema principal se ahoga". Al mismo tiempo advirtió que su plan podría cambiar y de hecho lo hizo: "dependiendo de cómo se desarrolle mi pensamiento musical. Siempre soy esclavo de mis temas y obedezco sus exigencias". Algo de ese "carácter salvaje" encontró acomodo en la última versión de su Sinfonía n.º 5 de 1919. Por su parte, la Sinfonía n.º 6 evolucionó como un homenaje virtual a Palestrina, el mismo maestro renacentista homenajeado en la entonces reciente ópera Palestrina de Hans Pfitzner.
Presenta muchas conexiones con la Sinfonía n.º 5. El compositor describió la obra como «fría agua de manantial» en contraposición a los «cócteles» contemporáneos, una referencia velada al estilo orquestal elaborado y extravagante de Ígor Stravinski.

### Estreno y publicación
El estreno se celebró el 19 de febrero de 1923 y la interpretación corrió a cargo de la Orquesta Filarmónica de Helsinki dirigida por el propio compositor.
La primera edición de la obra fue llevada a cabo por el editor Abraham Hirsch's Forlag en 1923 en Estocolmo. Aunque en la partitura no figura dedicatoria alguna, se dice que el compositor quiso dedicar la obra al compositor sueco Wilhelm Stenhammar. Pero el editor perdió la dedicatoria.

## Instrumentación
La partitura está escrita para una orquesta formada por:
- Viento madera: 2 flautas, 2 oboes, 2 clarinetes, 1 clarinete bajo, 2 fagotes.
- Viento metal: 4 trompas, 3 trompetas, 3 trombones.
- Percusión: timbales.
- Cuerda: arpa y una sección de cuerdas con violines I y II, violas, violonchelos y contrabajos.

## Estructura y análisis
La sinfonía consta de cuatro movimientos:
- I. Allegro molto moderato, en re dórico 2
2
- II. Allegretto moderato, en sol dórico 3
4
- III. Poco vivace, en re dórico 6
8
- IV. Allegro molto, en re dórico → termina en re eólico 4
4

La interpretación de esta obra dura aproximadamente 25 minutos. Aunque la partitura carece de indicación de armadura, está escrita en re menor; y gran parte de la pieza está en modo dórico moderno. Sibelius escribió en 1943 que «la sexta sinfonía siempre me recuerda al olor de la primera nevada». En un comentario publicado en 1955, dijo: «la rabia y la pasión ... son absolutamente esenciales en ella, pero está acompañada por corrientes subterráneas bajo la superficie de la música». Los estudiosos han detectado la influencia de Palestrina, cuya música fue estudiada por el maestro finés.

### I.Allegro molto moderato
El primer movimiento, Allegro molto moderato, está escrito re dórico y en compás alla breve. Nominalmente está escrito en la tonalidad de re menor, si bien es más propio del modo dórico medieval de re (es decir, de re a re en las teclas blancas del piano, mientras que el re menor natural tiene un si bemol y el re menor armónico un do sostenido). Esto confiere a la música un carácter arcaico que, sin embargo, se torna apasionado a medida que evoluciona, alabando la presencia de Dios y de los fantasmas en una catedral sonora. No obstante, el compositor pasa a do mayor, donde permanece hasta llegar a la coda que está en re dórico, y presenta una calma radiante, como si nunca hubiera existido el do mayor. Nicolas Slonimsky escribió sobre las "moléculas temáticas", que Cecil Gray llamaba "células", interpretadas en terceras por pares de instrumentos. Aunque a primera vista puedan parecer aleatorias, su desarrollo lo integra todo como si fuera alquimia.

### II.Allegretto moderato
El segundo movimiento, Allegretto moderato, está en sol dórico y en compás de 3/4. Al igual que ocurre en la Sinfonía n.º 8 de Beethoven, sirve en lugar de un movimiento lento, aunque Sibelius pensó alguna vez en retitularlo Andantino (para que los directores no lo tocasen demasiado rápido, como hizo Georg Schnéevoigt en la primera grabación de 1934). Tras una suave llamada de atención en un tambor afinado en fa, flautas y fagotes tocan acordes flotantes que se resuelven en sol dórico. Sutilmente, un patrón rítmico de 3/4 toma el relevo a medida que las notas por compás aumentan de tres a seis, de nueve a doce. Los pasajes escalares ascienden sólo para retroceder en parte, mientras que un motivo picante se repite hasta que el oído queda hechizado durante días.

### III.Poco vivace
El tercer movimiento, Poco vivace, está en re dórico y en compás de 6/8. Se trata de un breve scherzo en tiempo de giga según Slonimsky. Pero no tiene trío, ni sección B; las moléculas temáticas de los movimientos anteriores se adaptan, se reorganizan y se vuelven bulliciosas hasta el cierre.

### IV.Allegro molto
El cuarto y último movimiento, Allegro molto, está en re dórico que termina en re eólico y el compás es 4/4. Sibelius completa la primera mitad en do mayor del motivo inicial en re dórico. El Finale es el movimiento más denso de la obra desde el punto de vista textural, el que más se acerca a la promesa de pasión de 1918, aunque nunca llega a ser salvaje. De hecho, el compositor se hace eco aquí de los poemas de la naturaleza que escribió a partir de la Sinfonía n.º 4, así como del poema sinfónico Tapiola que vendría después. Su estructura es lo más parecido a una sonata-rondó convencional, pero nunca es tradicional ni predecible. Concluye con acordes en re dórico tranquilos y sin adornos.

## Recepción de la obra
El musicólogo Gerald Abraham la describió como «la Cenicienta de las siete sinfonías». Las Sinfonías n.º 3 y n.º 6 son las interpretadas con menos frecuencia de la producción sinfónica de Sibelius. Después del heroísmo de la Sinfonía n.º 5, el lirismo y la aparente falta de dramatismo de la Sinfonía n.º 6 confundieron al público. Pero la obra era más accesible que la Sinfonía n.º 4 once años antes. Los críticos alabaron el "idilio puro" de la sinfonía, pero es evidente que habrían deseado contrastes dramáticos más fuertes. En la actualidad esta sinfonía es reconocida como una obra maestra.

## Discografía selecta

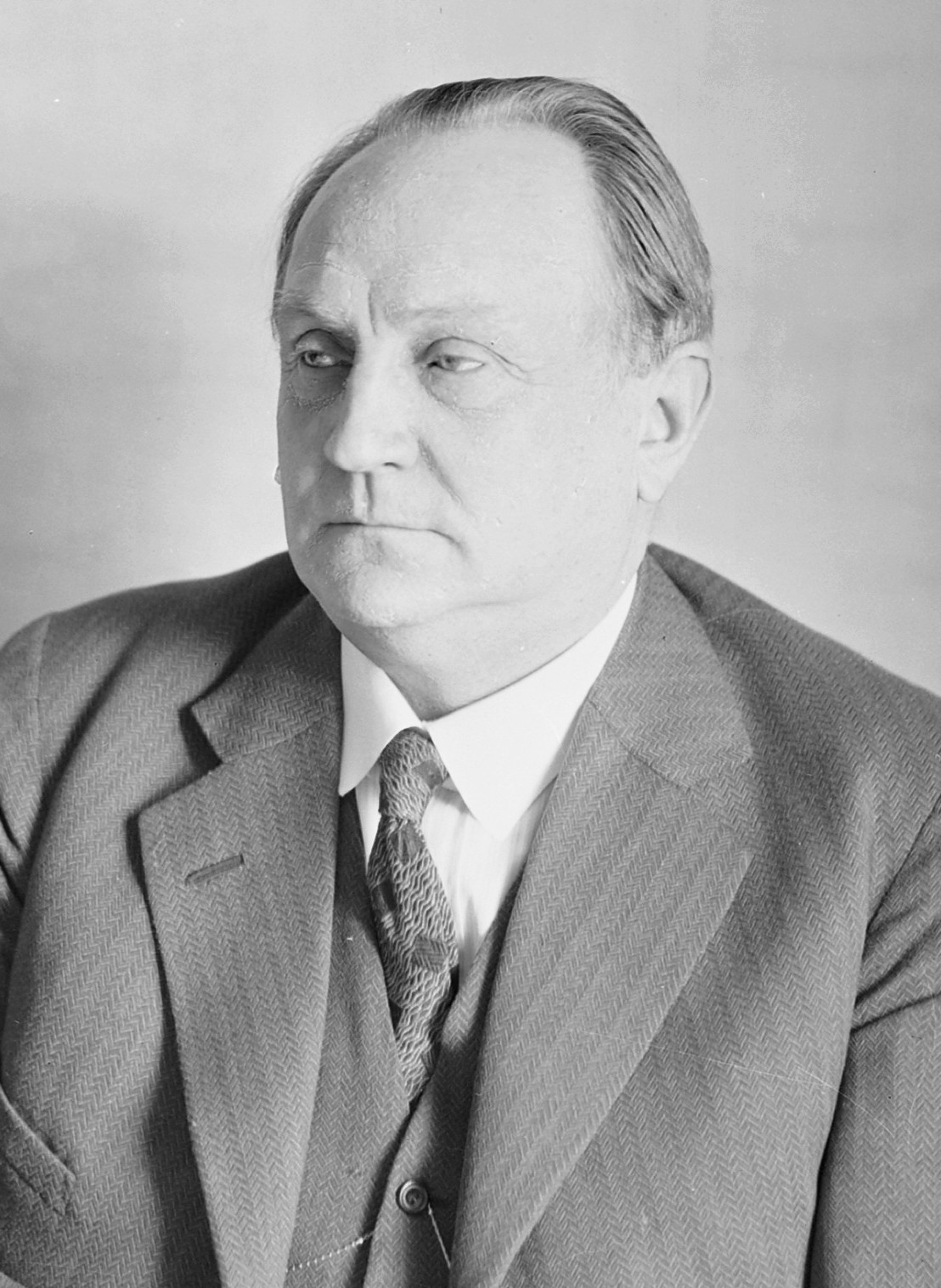
Georg Schnéevoigt, director de la primera grabación de la pieza.

La primera grabación se realizó bajo el auspicio de la Sociedad Sibelius para el sello His Master's Voice y fue llevada a cabo el 3 de junio de 1934 por el maestro danés Georg Schnéevoigt con la Orquesta Nacional de Finlandia. Desde entonces esta pieza ha sido objeto de numerosas grabaciones:
- 1934 – Georg Schnéevoigt, Orquesta Nacional de Finlandia (HMV).
- 1943 – Georg Schnéevoigt, Orquesta Filarmónica de Helsinki (Finlandia, Warner Music 1576-58810-2).
- 1946 – Serguéi Kusevitski, Orquesta Sinfónica de Boston (AS DISC, AS 562).
- 1947 – Thomas Beecham, Royal Philharmonic Orchestra (EMI CDM 7 64027 2).
- 1953 – Sixten Ehrling, Real Orquesta Filarmónica de Estocolmo (Finlandia 3984-22713-2; 3 discos).[17]
- 1955 – Herbert von Karajan, Orquesta Philharmonia (EMI CDM 7 63467 2; Set 4 discos: CMS 7 63464 2).
- 1967 – Leonard Bernstein, Orquesta Filarmónica de Nueva York (Sony SRCR 9539; Sony Classical Set 2 discos: 455 405-2).
- 1968 – Lorin Maazel, Orquesta Filarmónica de Viena (Decca Classics 478 8541; Set 4 discos: The Seven Symphonies).[18]
- 1970 – John Barbirolli, Orquesta Hallé de Mánchester (EMI Classics 5 67299 2; Set 5 discos: The Sibelius Edition).[19]
- 1977 – Maurice Abravanel, Orquesta Sinfónica de Utah (Vanguard Classics, SVC 33).
- 1983 – Neeme Järvi, Orquesta Sinfónica de Gotemburgo (BIS BIS-CD-237).
- 1984 – Vladímir Ashkenazi, Orquesta Philharmonia (Decca 455 406-2; Set 2 discos: 455 405-2).
- 1986 – Simon Rattle, Orquesta Sinfónica de la Ciudad de Birmingham (EMI CDM 7 64121 2).
- 1993 – Jukka-Pekka Saraste, Orquesta Sinfónica de la Radio Finlandesa (Finlandia; Warner Music 4509-99963-2; 3 discos).[20]
- 2013 – Robert Spano, Orquesta Sinfónica de Atlanta (ASO Media CD-1004).
- 2015 – Simon Rattle, Orquesta Filarmónica de Berlín (Berliner Philharmoniker BPHR 150071).
- 2022 – Klaus Mäkelä, Orquesta Filarmónica de Oslo (Decca Classics 485 2256; 4 discos).[21] Incluye Tapiola, todas las sinfonías y fragmentos de la Sinfonía n.º 8 'perdida'.